# Passy-sur-Seine
Passy-sur-Seine – miejscowość i gmina we Francji, w regionie Île-de-France, w departamencie Sekwana i Marna.
Według danych na rok 1990 gminę zamieszkiwało 31 osób, a gęstość zaludnienia wynosiła 7 osób/km² (wśród 1287 gmin regionu Île-de-France Passy-sur-Seine plasuje się na 1078. miejscu pod względem liczby ludności, natomiast pod względem powierzchni na miejscu 718.).